# Point Turton
Point Turton är en ort i Australien. Den ligger i kommunen Yorke Peninsula och delstaten South Australia, omkring 110 kilometer väster om delstatshuvudstaden Adelaide. Antalet invånare är 206.
Trakten runt Point Turton är nära nog obefolkad, med mindre än två invånare per kvadratkilometer.. Närmaste större samhälle är Warooka, nära Point Turton.
Trakten runt Point Turton består till största delen av jordbruksmark. Genomsnittlig årsnederbörd är 719 millimeter. Den regnigaste månaden är juni, med i genomsnitt 136 mm nederbörd, och den torraste är januari, med 20 mm nederbörd.